# Cyprinion watsoni
Cyprinion watsoni är en fiskart som först beskrevs av Francis Day 1872.  Cyprinion watsoni ingår i släktet Cyprinion och familjen karpfiskar. Inga underarter finns listade i Catalogue of Life.